# ヴァシリー・カリンニコフ
ヴァシーリー・セルゲイェーヴィチ・カリーンニコフ（Васи́лий Серге́евич Кали́нников ; Vasily Sergeyevich Kalinnikov, 1866年1月13日(ユリウス暦1月1日) - 1901年1月11日(ユリウス暦1900年12月29日)）は、ロシアの作曲家。

## 生涯
オリョーリ県オリョーリ出身。イワン・ツルゲーネフと同郷である。貧しく倹しい警官の家庭に生まれる。後にやはり作曲家となった弟ヴィクトルとともに、少年時代から楽才を顕し、14歳で地元の聖歌隊の指揮者を務めるまでになる。
その後モスクワ音楽院に進むが、学費を納入できずに退学させられる。その後、奨学金を得て、モスクワ楽友協会付属学校でファゴットを学ぶかたわら、セミョーン・クルーグリコフに和声法を、アレクサンドル・イリインスキーに対位法とフーガを、パーヴェル・ブラランベールクに管弦楽法を師事。師のクルーグリコフは後に親友となった。劇場の楽団でファゴットやティンパニ、ヴァイオリンを演奏するかたわら、写譜家としても働いて生計を立てた。
1892年にチャイコフスキーに認められ、マールイ劇場の指揮者に推薦され、それから同年にモスクワのイタリア歌劇団の指揮者も務める。以前からの過労が祟って健康が悪化し、結核に罹患したために、やむなく劇場での活動を断念し、温暖な気候のもとでの転地療養を余儀なくされてクリミア南部に向かう。生涯の終わりをヤルタで過ごした。2つの交響曲とアレクセイ・コンスタンチノヴィッチ・トルストイの『皇帝ボリス』のための劇付随音楽は、同地で作曲されている。
セルゲイ・ラフマニノフが楽譜出版社ユルゲンソンにかけ合ったおかげで、3つの歌曲が120ルーブルで買い取られ、その後『交響曲第2番 イ長調』も売れた。循環形式を用いた『交響曲第1番 ト短調』は、作曲者の存命中にモスクワのほかベルリンやウィーン、パリでも演奏されたが、病が悪化していたため1897年の初演に立ち会うこともかなわなかった。『交響曲第1番』の出版と35歳の誕生日を目前にして世を去った。ユルゲンソン社主ピョートルは、後にカリンニコフが受け取るべき報酬を増額して未亡人に支払った。
病のため、カリンニコフはウラル山脈の山荘に転居した。小品の多くがこの地で書かれたが、カリンニコフは稼ぎが無いまま一生を終えた。
遺された弟ヴィクトルは奉神礼音楽や合唱曲の作曲家となり、楽友協会付属学校の教壇に立った。

## 作風と作品
カリンニコフは、2つの交響曲といくつかの付随音楽、そして多数の歌曲を遺した。いずれの作品もみな、ロシア民謡の特徴に染め抜かれている。2つの交響曲、なかでも『交響曲第1番 ト短調』は20世紀初頭に頻繁に演奏された。近年カリンニコフの名声は消えかかっていたものの、交響曲は音源で接することが可能である。
カリンニコフの作風は、おおむねチャイコフスキーに倣って西欧的な楽曲構成法を採っていながらも、旋律や和声法に民謡や民族音楽の影響が自明であるように、国民楽派（「ロシア五人組」）からの影響も無視できない。このようにカリンニコフは、モスクワ楽派とペテルブルク楽派のいずれかに与するのではなく、その両方の伝統の美点を折衷した作曲家であった。折衷的という点においてグラズノフに似ていなくもないが、よりアカデミックで、洗練された作曲技法と緻密な構成を追究し続けた点でグラズノフはカリンニコフと異なっている。1899年からオペラ『1812年』の作曲にも着手したが、未完に終わった。

### 交響曲
2曲の完成された交響曲こそは、美しい民族的な旋律と、色彩的な管弦楽法ゆえに、カリンニコフの代表作であると言っても過言ではない。特に第1番は旧ソ連時代から録音・上演の機会が多い。どちらの曲もほとんど病床で作曲されたものであるが、生への希望に満ちた明るさが感じられる。おそらく、作曲者はこれらの曲を実際に聴くことはなかったはずである。
- 交響曲第1番 ト短調（1894～95年）
親友であったクルーグリコフに献呈された。金銭的な援助を仰ぐため、演奏前にリムスキー＝コルサコフに楽譜を送ったが、回答は批判的であった。第1楽章の印象的な旋律が終楽章で再現される。第2楽章の導入部では、ドビュッシー風の和声も聞こえる。
- 交響曲第2番 イ長調（1895～97年）
旋律はやや印象が薄く、第1番ほど有名ではないが、循環形式を使用し、構成・内容ともに充実している。とりわけ第2楽章は表現力に富む。

### 管弦楽曲
2000年に、どちらかといえば無名の序曲『ブィリーナ』（1892年頃作曲）が、不意に忘却の中を抜け出した。この序曲の（後半で数回繰り返される）抒情的な主題のひとつが、アレクサンドル・アレクサンドロフ作曲のソ連国歌（1936年～43年）の出だしと驚くほどそっくりであることが分かったためである。この類似点は、ドゥーマにおいて、ソ連国歌を復活させるべきかという論戦にも持ち出された。『ブィリーナ』とソ連国歌の因果関係は確定しておらず、その類似も単なる偶然とするのが尤もであろう。
- フーガ ニ長調（1889年）
- 弦楽セレナード ト短調（1891年）
- 管弦楽のための組曲（1891～92年）
- 序曲『ブイリーナ（叙事詩）』（1892年）
- 組曲 ロ短調（1892年）
- 序曲 ニ短調（1894年）
- 間奏曲第1番 嬰へ短調（1896年）
- 間奏曲第2番 ト長調（1897年）
- 交響的絵画『杉と棕櫚』（1897～98年）
- 劇付随音楽『皇帝ボリス』（1898年）
序曲と4つの幕間への間奏曲からなる。
- 交響的絵画『妖精』（1899年）

### ピアノ曲
- モデラート 変ホ短調（1890年）
- 交響曲第1番の主題によるポロネーズ 変ロ長調 （作曲年不明、四手ピアノのための）
- スケルツォ ヘ長調（1888年）
- 悲しい歌 ト短調（1892～93年）
5拍子（3+2）のロシア風旋律が歌われる、簡素な美しさを持った小品。
- 夜想曲 嬰ヘ短調（1892～93年）
- エレジー 変ロ短調（1894年）
- メヌエット ホ長調（1894年）
- ロシア風間奏曲 ヘ短調（1894年）
- ワルツ イ長調（1894年）

### 声楽曲
- 無伴奏合唱聖歌『ヘルヴィムの歌』（1885、86年）
- オーケストラと合唱とソリストのためのカンタータ『ダマスコの聖イオアン』（1890年）

## カリンニコフを扱った作品
- 遠い旋律、草原の光（2009年4月 早川書房） - 倉阪鬼一郎著の音楽ミステリー小説。